# Epizoanthus indicus
Epizoanthus indicus är en korallart som beskrevs av Lwowsky 1913. Epizoanthus indicus ingår i släktet Epizoanthus och familjen Epizoanthidae. Inga underarter finns listade i Catalogue of Life.